# Вировитичко-подравска жупанија
Вировитичко-подравска жупанија се налази у сјеверној Хрватској. Смјештена је на подручју Подравине у сјеверној Славонији, са сједиштем у Вировитици. Граничи се са Пожешко-славонском жупанијом на југу, са Копривничко-крижевачком жупанијом и Бјеловарско-билогорском жупанијом на западу, и са Осјечко-барањском жупанијом на истоку.  Према прелиминарним резултатима пописа из 2021. у жупанији је живело 70.660 становника.

## Становништво
Према попису из 2011. у жупанији је живело 84.836 становника.
| Попис 2011.‍           | Попис 2011.‍           | Попис 2011.‍ | Попис 2011.‍ | Попис 2011.‍ |
| --------------------- | --------------------- | ----------- | ----------- | ----------- |
|                       |                       |             |             |             |
| Хрвати                | Хрвати                |             | 77.897      | 91,82%      |
| Срби                  | Срби                  |             | 5.144       | 6,06%       |
| Албанци               | Албанци               |             | 234         | 0,28%       |
| Аустријанци           | Аустријанци           |             | 0           | 0%          |
| Бошњаци               | Бошњаци               |             | 80          | 0,09%       |
| Бугари                | Бугари                |             | 3           | 0,00%       |
| Власи                 | Власи                 |             | 0           | 0%          |
| Мађари                | Мађари                |             | 200         | 0,24%       |
| Македонци             | Македонци             |             | 50          | 0,06%       |
| Јевреји               | Јевреји               |             | 2           | 0,00%       |
| Италијани             | Италијани             |             | 9           | 0,01%       |
| Немци                 | Немци                 |             | 27          | 0,03%       |
| Пољаци                | Пољаци                |             | 2           | 0,00%       |
| Роми                  | Роми                  |             | 14          | 0,02%       |
| Румуни                | Румуни                |             | 2           | 0,00%       |
| Руси                  | Руси                  |             | 7           | 0,01%       |
| Русини                | Русини                |             | 13          | 0,02%       |
| Словаци               | Словаци               |             | 41          | 0,05%       |
| Словенци              | Словенци              |             | 48          | 0,06%       |
| Турци                 | Турци                 |             | 0           | 0%          |
| Украјинци             | Украјинци             |             | 6           | 0,01%       |
| Црногорци             | Црногорци             |             | 42          | 0,05%       |
| Чеси                  | Чеси                  |             | 104         | 0,12%       |
| остали                | остали                |             | 77          | 0,09%       |
| регионална припадност | регионална припадност |             | 2           | 0,00%       |
| верска припадност     | верска припадност     |             | 132         | 0,16%       |
| нераспоређено         | нераспоређено         |             | 3           | 0,00%       |
| неизјашњени           | неизјашњени           |             | 575         | 0,68%       |
| непознато             | непознато             |             | 122         | 0,14%       |
| укупно: 84.836        |                       |             |             |             |

Према попису становништва из 2001. године на простору Вировитичко-подравске жупаније је живјело 93.389 становника што је 2,1% укупног броја становништва Хрватске. Просјечна густина насељености је била 45 становника/km².
Етнички састав је био сљедећи: Хрвати 89,5%, Срби 7,1%, Мађари 0,3% и други.

#### Број становника по пописима
| година пописа  | 2001.  | 1991.   | 1981.   | 1971.   | 1961.   | 1953.   | 1948.   | 1931.   | 1921.   | 1910.   | 1900.  | 1890.  | 1880.  | 1869.  | 1857.  |
| бр. становника | 93.389 | 104.625 | 107.339 | 116.314 | 127.512 | 131.517 | 125.372 | 125.049 | 102.824 | 101.818 | 90.266 | 82.419 | 69.225 | 68.513 | 57.107 |